# Roger Potter
Roger Potter, né le 5 octobre 1907 à Albany (Illinois) et mort le 8 juin 1982 à Moline (Illinois), est un entraîneur américain de basket-ball. Il est le premier entraîneur de l'histoire des Blackhawks des Tri-Cities.